# Jama (rzeka)
Jama (ros. Яма), w górnym biegu Majmandża – rzeka w azjatyckiej części Rosji, w obwodzie magadańskim; długość 316 km; powierzchnia dorzecza 12 500 km².
Źródła w Górach Majmandżyńskich (jedno z pasm Gór Kołymskich); płynie w kierunku południowo-wschodnim, uchodzi deltą do Zatoki Jamskiej (Morze Ochockie). Tarliska łososi pacyficznych.
Zasilanie śniegowo-deszczowe; w dorzeczu leży część Rezerwatu Magadańskiego.